# Ecolocalització

Animació de l'ecolocalització del dofí

L'ecolocalització és un sistema d'orientació de certs animals, que consisteix en l'emissió de vibracions que, en ésser reflectides per la superfície d'objectes presents en el medi, són captades pel mateix animal emissor, que és capaç d'interpretar-les i d'orientar-se en l'obscuritat.
Una forma d'ecolocalització és la capacitat d'emetre ultrasons i rebre ecos de manera semblant a com ho fa un sonar, que permet als animals que compten amb aquesta capacitat (el dofí per exemple) orientar-se en el seu entorn.

## Història de l'ecolocalització
La investigació sobre el sonar dels animals és atribuït al científic Italià Lazzaro Spallanzani l'any 1793, qui proposà que els ratpenats podien "Veure amb l'oïda", per arribar a aquesta concussió va tancar una oliva i un ratpenat en una habitació a la qual va col·locar una sèrie de fils creuats dels quals penjaven campanetes, que en cas que l'animal toqués un fil faria soroll la campaneta. Amb l'habitació il·luminada els dos animals varen ser capaços de colar, però quan es va fer l'obscuritat total, es va observar com l'oliva es desorientava i topava amb les campanetes mentre que el ratpenat mantenia intacta la seva capacitat de volar, per això Spallanzani es va adonar que el ratpenat tenia una capacitat addicional que no depenia de la llum.
Amb la intenció de trobar aquesta capacitat Spallanzani va procedir a cremar els ulls dels ratpenats per deixar-los completament cecs i els va alliberar dintre de la mateixa habitació; amb això va poder comprovar que els ratpenats tenien la mateixa facilitat per volar i caçar insectes que aquells que tenien encara el sentit de la vista. Comunicà els seus resultats al zoòleg suís Charles Jurine, que cinc anys més tard es va adonar que era impossible que els ratpenats esquivessin objectes si se'ls tapava l'oïda, tot i això, els coneixements no van ser suficients per a formular una teoria sobre l'ecolocalització, fet que va provocar que les seves opinions fossin rebutjades per la comunitat científica, que va continuar donant suport a la teoria del naturalista francès Georges Cuvier: els ratpenats utilitzaven el sentit del tacte, palpant els objectes del seu entorn amb les ales.
En 1912 l'enginyer britànic-estatunidenc Hiram Maxim va escriure en la revista Scientific American: «els ratpenats detecten els obstacles escoltant les reflexions de sons de baixa freqüència produïts per les seves ales (a aproximadament 15 Hz), i els vaixells podrien evitar col·lisions amb icebergs o altres vaixells instal·lant un aparell que emetés sons de gran potència i un receptor que escoltés els ressons de la volta» això ho va dir després de l'enfonsament del Titanic, encara que Maxim estava equivocat la seva idea es va fer realitat amb el desenvolupament del sonar pel físic francès Paul Langevin.
L'any 1938 Robert Galambos i Donald Griffin van usar un detector d'ultrasons desenvolupat per William Pierce, per a demostrar que els ratpenats ecolocalizaban emetent ultrasò i rebent ressons. Temps més tard Griffin es va adonar que els ratpenats podien volar en total foscor sense xocar i va encunyar el terme ecolocalizació per a descriure aquest fenomen en 1944. Aviat es va descobrir que altres animals com les balenes i dofins també estaven dotats d'aquesta capacitat per a ecolocalizar.

## Principi de l'ecolocalització
La ecolocalizació s'assembla al funcionament d'un sonar actiu; l'animal emet un so que rebota en trobar un obstacle i analitza el ressò rebut. Aconsegueix així, saber la distància fins a l'objecte o objectes, mesurant el temps de retard entre el senyal que ha emès i la que ha rebut.
No obstant això, el sonar es basa en un estret feix per a localitzar el seu objectiu, i l'ecolocalització animal es basa en múltiples receptors. Aquests animals tenen dues oïdes col·locades a una certa distància un de l'altre, el so rebotat arriba amb diferències d'intensitat, temps i freqüència a cadascun de les oïdes depenent de la posició espacial de l'objecte que l'ha generat. Aquesta diferència entre totes dues oïdes permet a l'animal recrear la posició espacial de l'objecte, fins i tot la seva distància, grandària i característiques.

## Tipus de freqüències a l'ecolocalizació
Els sons de l'ecolocalizació es poden classificar en tres tipus els quals poden identificar-se segons les seves característiques visuals en un espectrograma com:
- Freqüència modulada (FM): aquests tipus produeixen una signatura espectral que ajuda a la determinació de la forma d'un objecte i la discriminació entre els tipus d'objectes. Els ratpenats que utilitzen aquest tipus d'anomenats viuen en ambients amb densa vegetació. Generalment els anomenats FM comencen amb freqüències molt altes i descendeixen en un període molt curt ràpidament. Aquest tipus de so codifiquen informació per a la detecció i classificació de la vegetació durant l'orientació espacial.

- Freqüència Constant (FC): Utilitzades per ratpenats que viene en ambients amb pocs o nuls obstacles; en aquestes la freqüència es manté invariable la qual cosa evita que d'informació a detall però li permet detectar les preses i la seva ubicació, a més de que faciliten la detecció dels desplaçaments Doppler pel que són més adequades per a la detecció en moviment.

-Polsos combinats (FC-FM i FM-FC): són una combinació de totes dues la qual cosa permet una bona detecció gràcies a la FC i informació a detall del costat de les FM. Aquest senyal dona avantatge en la densa vegetació on és necessari identificar si la presa està en moviment o no i si el que es detecta és o no una presa.

## En ratpenats
Contràriament a les creences populars, els ratpenats no són cecs, ja que molts a més del seu sistema de sonar, empren la vista per a diferents activitats. A diferència dels microratpenats (subordre Microchiroptera), els megaratpenats (subordre Megachiroptera) empren la visió per a orientar-se i localitzar a les seves preses (una única espècie d'aquest subordre ha desenvolupat un mecanisme de ecolocalització que utilitza només quan vola en total foscor).
Els ulls dels megaratpenats estan més desenvolupats que els dels microratpenats i, en general, cap ratpenat està completament cec; fins i tot els microratpenats poden utilitzar com a senyals durant el vol objectes molt visibles del terreny per a tornar al seu refugi.
Els microratpenats la utilitzen per a navegar i caçar, sovint en total foscor. Emergeixen generalment de les seves coves i surten a caçar insectes en la nit. L'ecolocalizació els permet trobar llocs on habitualment hi ha molts insectes, poca competència per a obtenir l'aliment i pocs depredadors per a ells. Generen l'ultrasò en la laringe i l'emeten a través del nas o per la boca oberta. La crida del ratpenat utilitza una gamma de freqüències compresa entre 14 000 i 100 000 Hz, freqüències la majoria per sobre de la capacitat auditiva de l'oïda humana (de 20 Hz a 20 000 Hz).
Hi ha espècies concretes de ratpenats que utilitzen rangs de freqüència específics per a adaptar-se al seu entorn o per les seves tècniques de caça. A vegades això ha estat usat pels investigadors per a identificar el tipus de ratpenats en una zona gravant les seves crides amb gravadors ultrasònics, també coneguts com a detectors de ratpenat. No obstant això les anomenades ecolocadores no són específiques de cada espècie, per la qual cosa hi ha ratpenats que solapen els seus tipus de crida. Per aquest motiu aquestes gravacions no serveixen per a identificar tots els tipus de ratpenat. En els últims anys desenvolupadors en diferents països han desenvolupat una llibreria de crides de ratpenat, que conté gravacions de referència de les crides de les espècies locals per a ajudar amb la identificació.
Des dels anys 1970 hi ha hagut una creixent controvèrsia sobre si els ratpenats utilitzen una forma de procés de radar coneguda com a correlació de fase coherent. Coherència significa que els ratpenats usen la fase dels senyals de ecolocalizació, mentre correlació de fases implica que el senyal emès és comparada amb el senyal rebut en un procés continu. La majoria dels investigadors —no tots— afirmen que el ratpenat utilitza un tipus de correlació de fase, però en una forma incoherent, similar a un banc de filtres receptors fixos.
Quan cacen produeixen sons a molt baixa freqüència (10-20 Hz). Durant la fase de cerca el so emès és sincrònic amb la respiració i amb la freqüència d'aleteig. Això ho fa per a conservar energia. Després de detectar a la seva presa, els microratpenats incrementen la freqüència dels polsos també anomenats Buzz de caça acabant amb el brunzit final a freqüències superiors a 200 Hz. Durant l'aproximació a l'objectiu, la durada i l'energia del so van decreixent.
Els ratpenats atrapen a les seves preses a partir d'un grup de polsos de ecolocalització curts anomenat Buzz de caça, els quals són de ràpida emissió i són produïts pels mateixos abans de fer contacte físic amb les seves preses. Una vegada que el ratpenat detecta la seva presa s'aproxima a ella i va disminuint l'emissió d'aquests polsos amb la finalitat de reduir el temps de retorn del ressò, així aquest rep de manera més detallada la informació de la trajectòria de la presa per a poder seguir-la i interceptar-la.

## En cetacis
Abans que les capacitats d'ecolocalizació dels cetacis fossin descobertes oficialment, Jacques-Yves Cousteau va suggerir la seva existència. En el seu primer llibre, el Món silenciós (1953, pàg. 206-207), va divulgar que en el transcurs d'una recerca es dirigia a l'estret de Gibraltar i va notar que un grup de marsopes els seguia. Cousteau va observar el curs canviant de les marsopes per a aprofitar al màxim la navegabilitat en l'estret, concloent que els cetacis tenien una mica com el sonar, que era una relativament nova característica en els submarins.
Els costats del cap del dofí i la seva mandíbula inferior, que contenen un greix oliós, són les zones que reben el ressò. Quan un dofí viatja, en general mou el cap lentament a un costat i a l'altre, cap amunt i cap avall. Aquest moviment és una espècie d'exploració global, que li permet al dofí veure un camí més ample front ell.
Els cetacis dentats (subordre Odontoceti) formen un dels dos grans grups de cetacis, que inclou a dofins, marsopes, dofins de riu, orques i catxalots, utilitzen biosonar perquè viuen en un hàbitat aquàtic que té característiques acústiques favorables per al fenomen i on la visió es limita extremadament a causa de l'absorció o a la terbolesa.
La ecolocalització suposa l'emissió per part del dofí d'una àmplia gamma de sons en forma de breus ràfegues d'impulsos sonors anomenats «clics» i l'obtenció d'informació sobre l'entorn mitjançant l'anàlisi dels ecos que tornen. Aquesta capacitat d'utilitzar una completa gamma d'emissions sonores tant d'alta com de baixa freqüència, combinada amb una audició direccional molt sensible gràcies a l'asimetria del crani, facilita una ecolocalització extremadament precisa i atorga a aquests animals un sistema sensorial únic en la mar.
El so és generat fent passar l'aire des de la cavitat nasal través dels llavis fònics. Aquests sons són reflectits per l'os dens còncau del crani del dofí i el sac d'aire que es troba en la seva base. El feix enfocat és modulat per un gran òrgan gras conegut com el meló. Actua com una lent acústica per la seva composició lipídica de diferents densitats. Molts cetacis dentats usen una sèrie consecutiva de clics o un tren de polsos; no obstant això, el catxalot pot produir clics individuals. Les xiulades que produeixen sembla que no s'usen en la ecolocalització, sinó en la comunicació.
La variació de la freqüència dels clics al tren de polsos generen els familiars xiscles i grunyits del dofí. A un tren de polsos amb una freqüència d'uns 600 Hz se'n diu pols de burst. En els dofins de nas d'ampolla la resposta cerebral auditiva pot analitzar cada clic de manera independent fins als 600 Hz, tenint una resposta gradual per a freqüències superiors. El ressò es rep a través de la mandíbula inferior. A més la col·locació de les dents en la mandíbula d'un dofí de nas d'ampolla, per exemple, no és simètrica en el pla vertical, i aquesta asimetria podria possiblement ser una ajuda per al dofí, que detecta amb diferència si el senyal arriba per l'un o l'altre costat de la mandíbula. El so lateral es rep a través d'uns lòbuls que envolten els ulls amb una densitat molt similar a l'os.
Molts investigadors creuen que quan aquest animal s'acosta a fi del seu interès, es protegeix contra l'alt nivell de ressò disminuint el so emès. En els ratpenats és conegut l'efecte, però en aquest cas la sensibilitat de l'oïda també s'empitjora prop de l'objectiu.